# Juniperus communis
Pour les articles homonymes, voir Genièvre.
Espèce
Statut de conservation UICN

 LC  : Préoccupation mineure
Le Genévrier commun ou Genièvre (Juniperus communis L.) est une espèce d'arbuste de la famille des Cupressacées, à cônes bleu violacé ressemblant à des baies (cônes bacciformes), et aux feuilles épineuses. Il est parfois appelé Peteron ou Petrot.

## Description

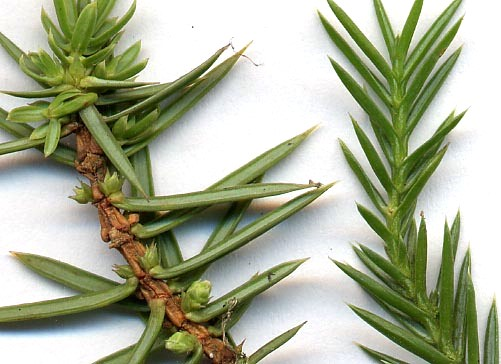
Aiguilles de genévrier commun : une seule bande blanche.

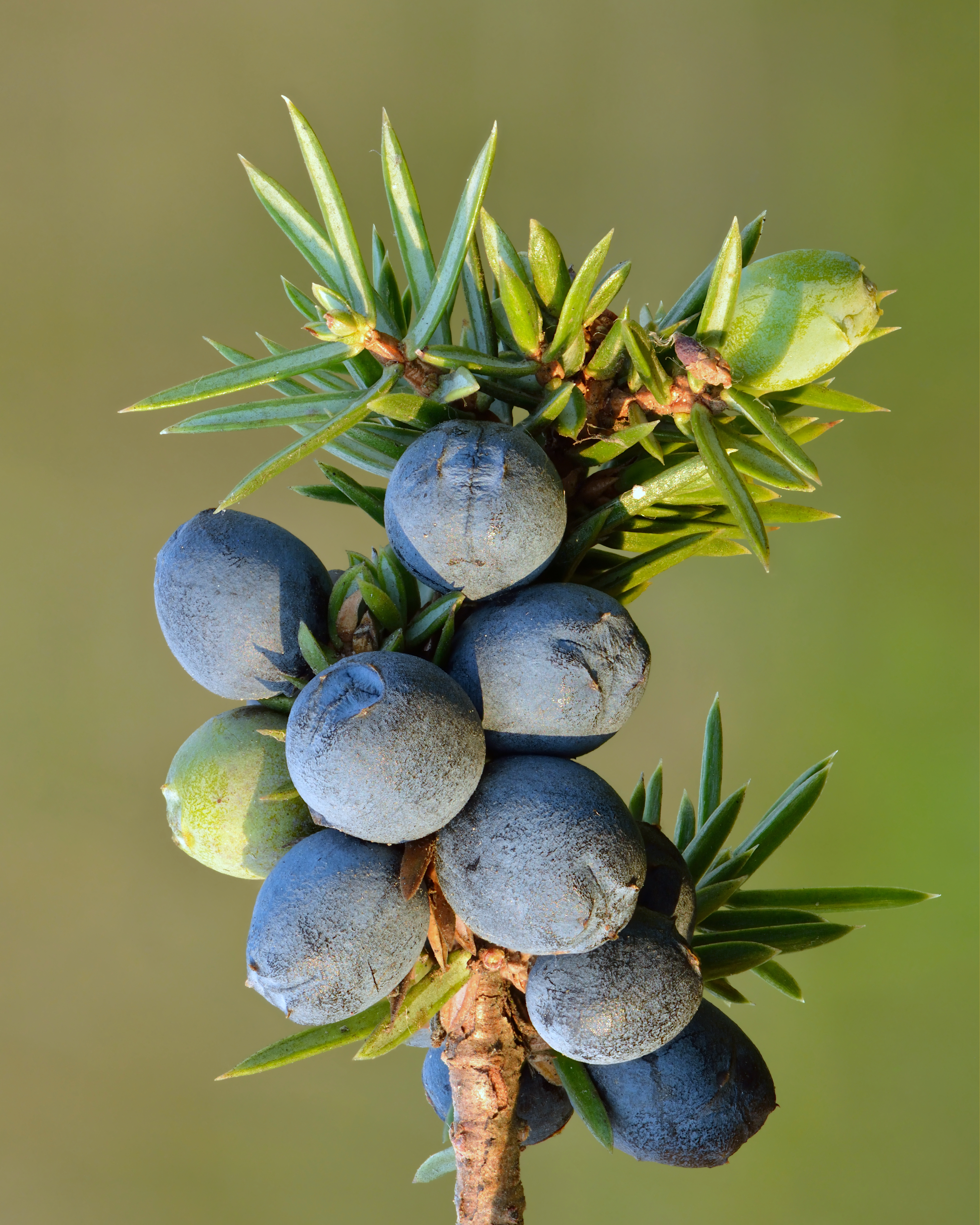
Cônes mûrs de genévrier commun.

### Appareil végétatif
La taille de cet arbuste ou arbrisseau peut varier de 4 à 10 mètres de hauteur.
Les feuilles sont des aiguilles persistantes verticillées par trois, très piquantes, qui présentent une carène sur la face supérieure et une épaisse bande blanche de stomates sur la face inférieure.

### Appareil reproducteur
Cette espèce produit des cônes mâles très petits et des cônes femelles constitués d'écailles charnues qui se soudent au cours de leur développement (concrescence). Le cône femelle, une fois fécondé et développé, a l'apparence d'une baie. D'abord vert, il devient sombre et bleuâtre en mûrissant. Il est indifféremment appelé « genièvre », « baie de genièvre » ou « baie de genévrier ». Il se développe durant deux ans.

### Espèces proches
Le genévrier commun se distingue du genévrier cade (Juniperus oxycedrus) par ses aiguilles n'ayant qu'une seule large bande blanche (alors que les aiguilles du cade ont deux bandes parallèles plus étroites), et par des cônes plus petits et plus sombres.

## Habitat et répartition

Répartition de Juniperus communis, les croix indiquent des populations isolées.

Le genévrier commun est présent sur des aires très étendues de l'hémisphère Nord, en Amérique comme en Eurasie.
Cette espèce pionnière pousse dans les landes sableuses  et sur les pentes rocheuses à sols acides comme sur les sols calcaires. Elle est fréquente sur les stations arides et ensoleillées.
Elle est commune en France où elle est disséminée de l'étage collinéen à l'étage subalpin.
On la trouve en Suisse dans différents milieux naturels : buissons thermophiles sur sol acide (Sarothamnion), lande continentale à Genévrier sabine en Valais (Juniperion sabinae), chênaies buissonnantes (Quercion pubescenti-petraeae), ostryaie buissonnante du sud des Alpes au Tessin et au sud des Grisons (Orno-Ostryon), ainsi que dans les pinèdes continentales basophiles (Erico-Pinion sylvestris). La sous espèce naine Juniperus communis nana pousse dans la lande subalpine xérophile (Juniperion nanae), la lande subalpine méso-hygrophile sur sol acide (Rododendro-Vaccinion) et dans les forêts de mélèzes et d’aroles (Larici-Pinetum cembrae).
On trouve Juniperus au Tibet jusqu'à 4550 mètres d'altitude.

## Systématique

### Étymologie
Le terme genévrier dérive de genièvre et du suffixe -ier. Il est issu du latin classique juniperus « genévrier » devenu *jeniperus.

## Utilisations

### Utilisation alimentaire

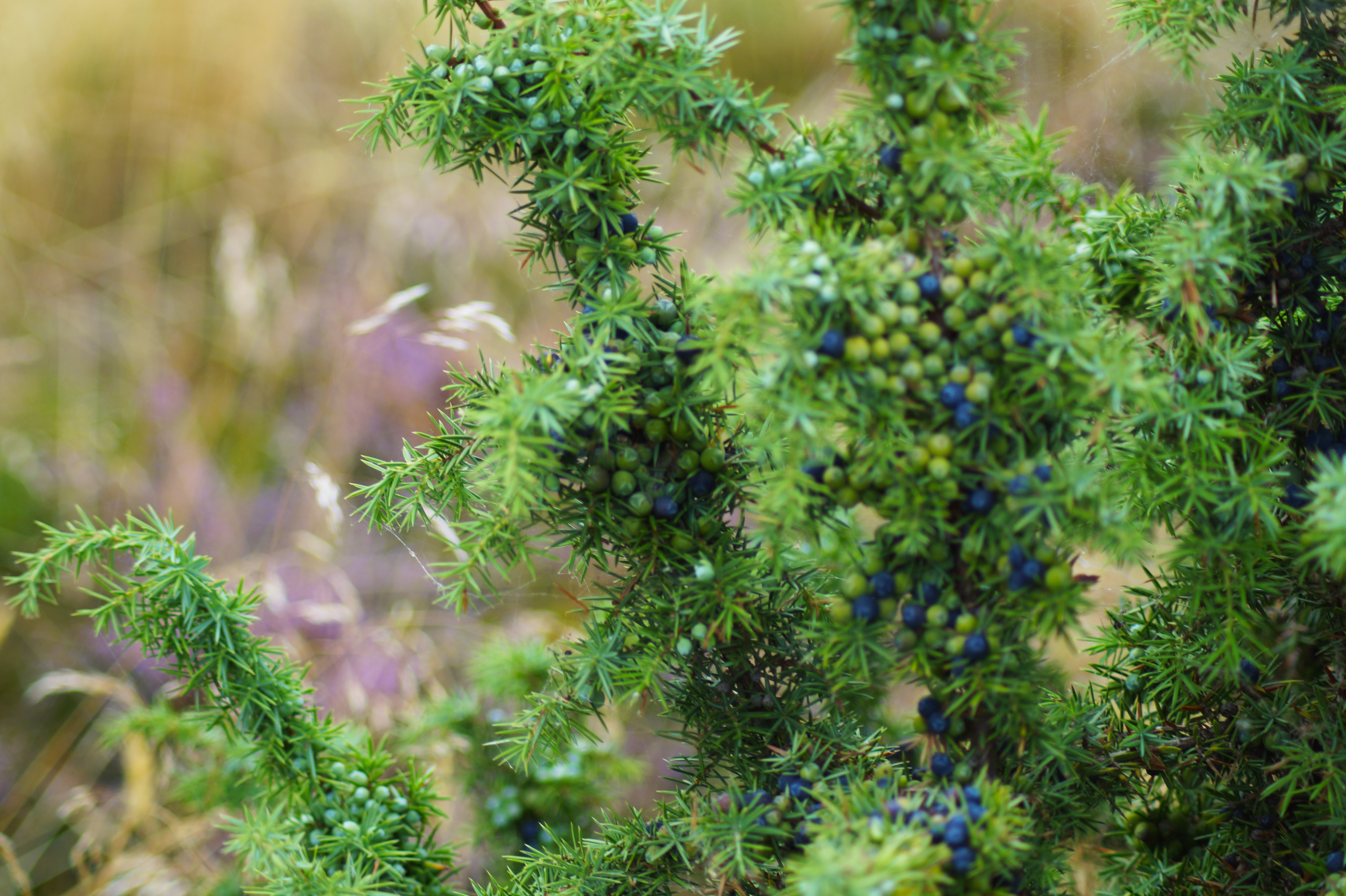
Baies de genévrier en Alsace..

On appelle également  genièvre une eau-de-vie (appelée peket en wallon) proche du  gin britannique que l'on parfume comme cette dernière à l'aide de ces baies. Ces dernières entrent aussi dans la composition du gin, du sahti scandinave, du borovička d'Europe centrale ou de l'aquavit.
Les baies de genévrier parfument la choucroute et les pâtés, et entrent dans la recette de certains plats de gibier ou viandes grasses, notamment en raison de leurs propriétés digestives.
Dans toutes les Alpes on faisait couramment un estre de genièvre (extrait de genièvre). Il donnait beaucoup de travail au cours du mois de décembre. Les graines étaient cuites à l'eau puis pressées avec une presse puissante. Détail des opérations :
1. Les graines noires sont récoltées en automne jusqu'en novembre, alors qu'elles ont subi plusieurs fois le gel. La récolte se fait souvent avec un bâton en ayant mis un drap au pied et rarement baie par baie.
2. Cette pratique de battre l'arbuste conduit à avoir une récolte mélangée d'épines. On est donc obligé de trier : sur une table on utilise une planchette légèrement bordée et inclinée à environ 20° pour les séparer.
3. Elles sont alors lavées, puis cuites en ayant été recouvertes d'eau par une ébullition douce et lente pendant 5 heures.
4. Elles sont rassemblées dans un sac de toile très solide puis enfin, dans la foulée, mises sous presse assez longtemps (au moins 15 minutes).
5. Pour finir, le jus est réduit (concentration par ébullition lentement sans faire coller) jusqu'à obtenir une pâte noire de la consistance d'un miel liquide, qu'on met en pot.
6. On peut ajouter du sucre (ce que ne faisaient pas les Anciens).

Cet estre se conserve très longtemps. Il s'utilise dans du lait chaud, sur des tartines avec un peu de crème fraîche, ou comme sucre doté d'un goût particulier.

### Utilisation horticole
Le genévrier est utilisé pour réaliser des haies en raison de sa robustesse. Il peut également être utilisé dans l'art du bonsaï.

### Propriétés médicinales

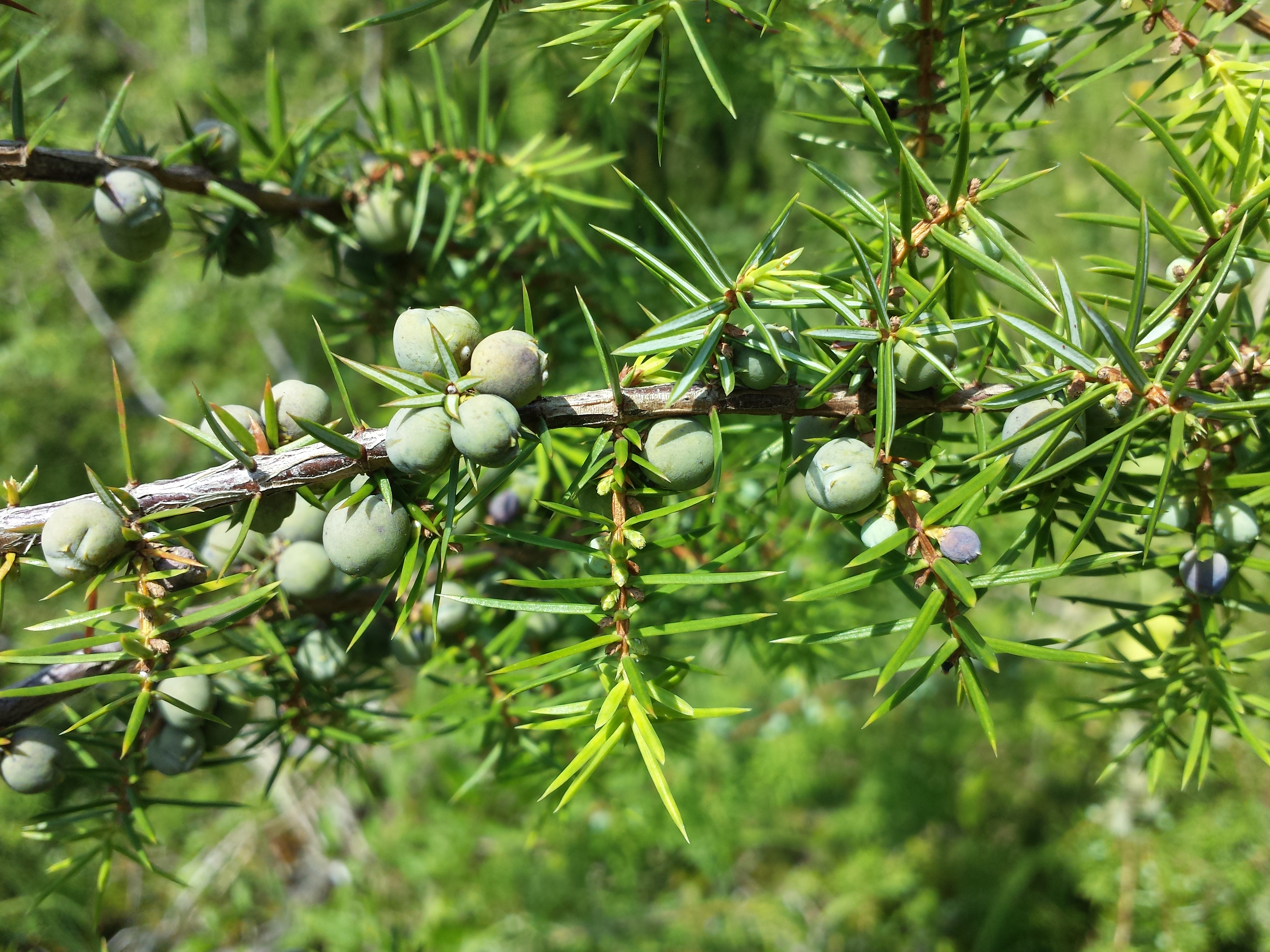
Genévrier en Basse-Autriche.

Les baies et les jeunes pousses, préparées en infusion, ont des effets diurétiques, stomachiques et digestifs. Dans la médecine traditionnelle des Alpes occidentales, elles sont préparées sous forme d'une confiture amère appelée dzenevrà, terme dérivant du nom de cette plante en valdôtain, dzenévro. Dans la haute vallée du Lys, ce remède naturel est appelé räcketrò ou reckelti dans les deux dialectes locaux de la langue walser (le titsch et le töitschu, respectivement).
Plus qu'un traitement des digestions difficiles et des gaz intestinaux, les baies de genièvres sont ajoutées préventivement lors de la préparation de plats un peu lourds afin de faciliter leur digestion.
Un usage abusif du genévrier peut provoquer des troubles rénaux ; de ce fait, il ne doit pas être utilisé durant les grossesses. Des empoisonnements de chèvres dus à une consommation trop importante de rameaux de ce genévrier ont été rapportés.

### Huile essentielle

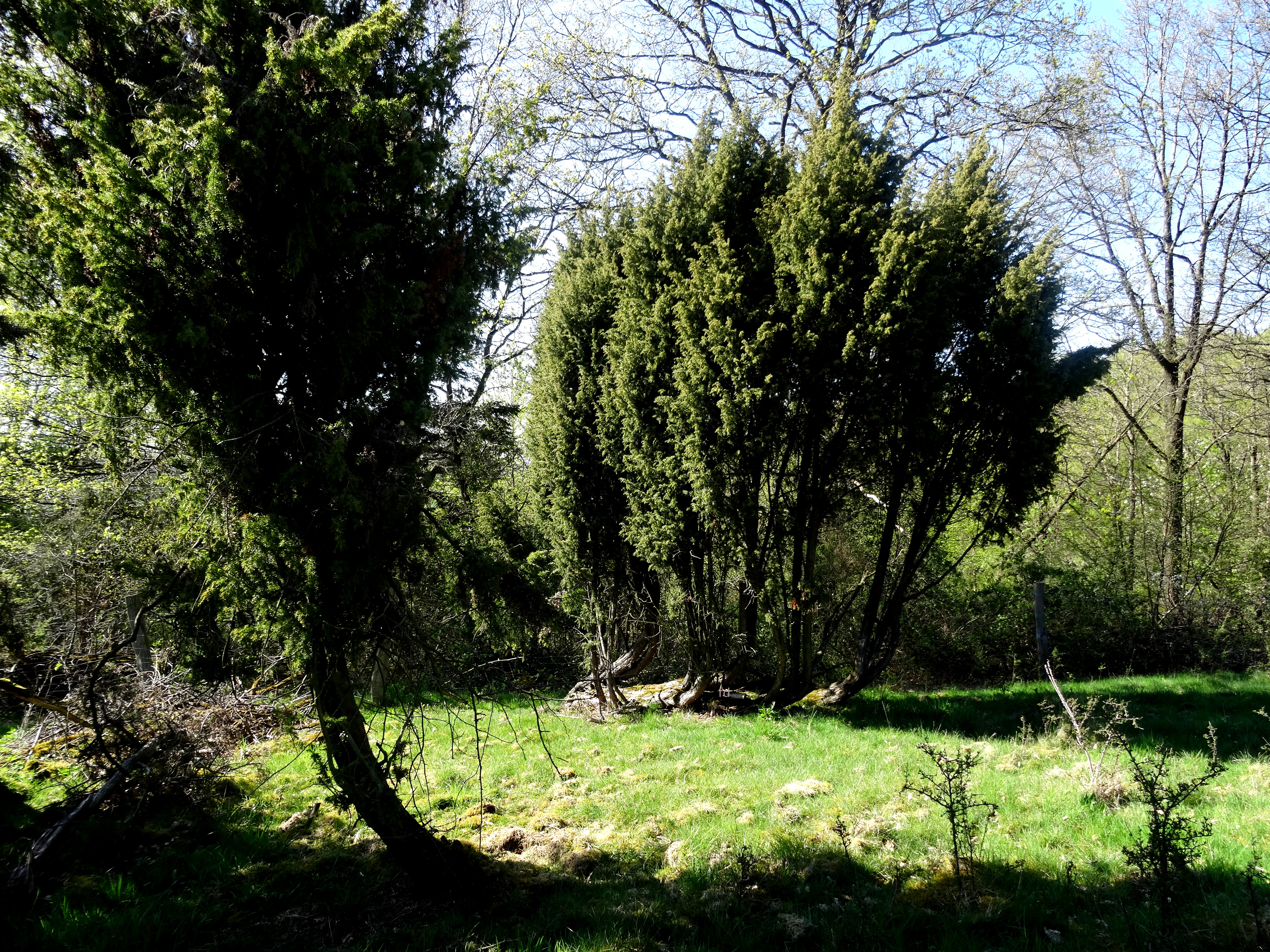
Genévriers en Allemagne.

Une huile essentielle de genévrier commun est produite par distillation à la vapeur d'eau des baies et des rameaux, il faut environ 100 kg de baies pour espérer obtenir 1,5 kg d'huile essentielle.
D'après Jean Valnet l'huile essentielle de genévrier issue de la distillation des baies possède de multiples propriétés thérapeutiques : tonique général c'est-à-dire « stimulant » (notamment neurologique et digestif) ; diurétique dépuratif (favoriserait notamment l'excrétion de l'acide urique) et antilithiasique urinaire ; antiarthralgique et antigoutteux ; antiseptique général (notamment respiratoire, digestif et urinaire) ; antiparasitaire ; antiseptique et cicatrisant de la peau et des muqueuses. Cet auteur préconise l'usage de l'huile essentielle de genévrier commun dans diverses indications :
- en usage externe : plaies atones et/ou ulcérées, eczéma, acné et diverses dermatoses, névralgies dentaires ;
- en usage interne : asthénie, infections urinaires basses, oligurie (diminution du volume journalier des urines), lithiase rénale (calculs), arthrose, goutte et autres arthrites, etc.

L'usage interne de cette huile essentielle est contre-indiqué en cas de maladie rénale et lors de toute insuffisance rénale aiguë ou chronique.
D'après le site Passeport Santé, l'huile essentielle de genévrier commun est réputée pour ses vertus anti-inflammatoire, bactéricide, antivirale, antifongique, mucolytique et drainante,.

### Culture
Les musées du genièvre d'Hasselt (nl), de Schiedam (nl) et d'Eeklo (nl) à Hasselt, Schiedam et Eeklo sont consacrés au genévrier en général, au genévrier commun en particulier ainsi qu'à leurs cônes et à l'utilisation qu'il est possible d'en faire en particulier dans l'eau de vie.
Le genièvre est célébré le 9 frimaire ou jour du genièvre du calendrier républicain, chaque 29 ou 30 novembre du calendrier grégorien selon les années.

### Traditions populaires
En Cerdagne, le genévrier était traditionnellement cloué sur les portes pour se protéger du mauvais sort et des voleurs. Un brin dans la poche permettait également de se prémunir des accidents et des attaques d'animaux sauvages. Enfin, les sorcières elles-mêmes l'utilisaient comme encens pour jeter des mauvais sorts.